# 王召明
王召明（1969年11月—），蒙古族，中华人民共和国企业家，民建会员，第十二、十三届全国政协委员，现任内蒙古蒙草生态环境（集团）股份有限公司董事长。2018年被评为改革开放40年百名杰出民营企业家。